# 킬리만자로의 표범 (드라마)
《킬리만자로의 표범》은 1998년 6월 8일부터 1998년 6월 30일까지 방영된 한국방송공사 월화 미니시리즈이며 군데군데 엉성한 플롯이 해당 작품이 추구하는 실험성을 갉아먹었다는 지적이 있었다.

## 기획 의도
어둠 속을 어슬렁거리며 먹이를 찾기 위해 눈을 부라리는 표범처럼 어느 날 소시민 두 사람(정준호, 이순재)이 킬러로 변해 쥐도 새도 모르게 쓰레기 같은 인간 말종을 하나하나 처단해간다는 내용의 드라마

### 방송 일시
| 방송 채널 | 방송 기간                 | 비고 |
| --------- | ------------------------- | ---- |
| KBS 2TV   | 1998년 6월 8일 ~ 6월 30일 | 종료 |

## 등장 인물
- 정준호 : 창우 역
- 권민중 : 수미 역
- 채정안 : 마리 역
- 유진 박 : 유진 역
- 이순재 : 노 교수 역
- 전양자 : 한숙 역
- 박인환 : 만수 역
- 권이지 : 주희 역
- 구본영 : 박수진 역
- 이재포 : 관일 역
- 이칸희 : 선자 역
- 공정인 : 수녀 역
- 권현영 : 강진주 역
- 故 김영애 : 옥주 역
- 한인수
- 한진희 : 김상기 역
- 김규철 : 고영철 역
- 박상아 : 지숙 역
- 정동환
- 장정희
- 박진성
- 이지형
- 양재성
- 조성규
- 변우민 : 이철수 역
- 강성진 : 이철수의 친구이자 문학도인 정태수 역
- 오서운 : 서혜원 역
- 김명수
- 김준수
- 김민상 : 한동석 역
- 곽정욱 : 한동석의 동생 한민호 역
- 손종범
- 배도환
- 견미리 : 민경 역
- 정재순
- 손현주
- 김인문
- 안석환
- 노현희
- 최석구
- 신귀식
- 조하나
- 최정
- 최우혁
- 강민규
- 고동현
- 이정훈
- 변소정
- 김하균
- 문회원
- 김현숙
- 김경응
- 강민석
- 김흥기
- 김광필 : 강민 역
- 박재현
- 박칠용
- 박정수
- 이낙훈
- 나한일 : 정영훈 역
- 김서형
- 정요숙
- 김정하
- 남능미
- 안해숙
- 이일웅
- 전혜진
- 천호진
- 홍요섭
- 김호진
- 김보경
- 김현균
- 김지남
- 이승우
- 박철
- 신소미
- 이상인
- 이주현
- 이은주 : 송지연 역
- 강경헌 : 연화 역
- 김여랑 : 이수진 역
- 김애란
- 윤지숙
- 서동수
- 박철 : 이동진 역
- 구자미 : 강혜정 역
- 강우경 : 오영숙 역
- 황은하
- 하다솜
- 박현정
- 임지은
- 손민우

### 그 외 인물
- 고세원
- 박상욱
- 배민희

### 특별출연
- 정하완
- 윤손하
- 서상원
- 윤동원
- 김학준
- 노형욱
- 노희지

## 참고 사항
- 당초 장동건이 창우, 최지우가 수미 역으로 낙점됐으나[3] 장동건은 MBC와의 전속계약 문제가 걸려 있어서 출연을 포기했다.
- 결국 배용준이 최지우의 상대역으로 낙점되는 듯 했지만 KBS 2TV 월화극 <맨발의 청춘>을 막 끝낸 뒤라 당분간 휴식시간을 갖겠다면서 출연을 고사했으며 뒷날 정준호가 창우 역으로 캐스팅됐으나 이 과정에서 MBC 측과 한때 마찰을 겪은 데 이어 수미 역의 최지우는 스케줄 문제로 출연을 포기했다.
- 그 후, 권민중이 수미, 김선아가 마리 역으로 낙점됐지만 김선아 역시 스케줄 문제로 하차하자 채정안이 대타로 들어갔다.
- 수녀 역의 공정인은 95년 <바람의 아들>에서 주인공으로 내정됐다가 막판에 뒤집히는 불운을 겪었고 급기야 학업 문제 탓인지 한동안 방송활동을 접었으며 해당 드라마로 재기 무대를 펼쳤다.
- MBC 코미디언 출신 이재포를 관일 역으로 캐스팅했는데 이 과정에서 MBC 측과 한때 마찰을 겪었고, 이외에도 MBC 공채 탤런트 출신 김영애, 김명수, 한인수 등이 조연으로 나왔다.
- 돌출적인 캐스팅 외에도 공간을 넓게 쓰는 화면 처리와 억제된 대사, 화려한 카메라 워크, 몽환적 화면 등 실험성이 눈길을 끌었으나 권선징악 구도의 엉성한 플롯이 문제점으로 지적되었다.[4]
- 유진 박의 어설픈 연기, 주인공들이 사회의 암적인 인물들을 응징한다는 내용이 비판을 받으며 결국 10% 이하의 낮은 시청률로 흥행에 실패하였다.[5]